# Emil Bjørtomt Kristiansen
Emil Bjørtomt Kristiansen (17 gennaio 1990) è un ex sciatore alpino norvegese.

## Biografia
Attivo in gare FIS dal dicembre del 2005, in Coppa Europa Kristiansen ha esordito il 27 novembre 2010 a Trysil in slalom gigante (8º) e ha conquistato il suo unico podio il 5 dicembre 2011 nelle medesime località e specialità (2º); in Coppa del Mondo ha disputato tre gare, tutte slalom giganti – il primo il 7 gennaio 2012 ad Adelboden, l'ultimo il 10 marzo dello stesso anno a Kranjska Gora – senza completarne nessuna. Si è ritirato al termine della stagione 2013-2014 e la sua ultima gara è stata lo slalom speciale dei Campionati norvegesi 2014 disputato a Hemsedal il 30 marzo, chiuso da Kristiansen al 5º posto; in carriera non ha preso parte a rassegne olimpiche o iridate.

## Palmarès

### Coppa Europa
- Miglior piazzamento in classifica generale: 35º nel 2012
- 1 podio:
  - 1 secondo posto

### Campionati norvegesi
- 1 medaglia:
  - 1 argento (slalom gigante nel 2013)